# Волео сам девојку из града
„Волео сам девојку из града“ је албум Мирослава Илића из 1975. године. На њему се налазе следеће песме:
1. Волео сам девојку из града
2. Растанка се нашег сећам*
3. Далеко си сада
4. Зора зори, дан се забјелио
5. Село моје завичају мио
6. Хиљаду суза
7. Враголан
8. Разболех се под трешњама
9. Срели смо се у априлу
10. Кад грожђе зри

У музичком споту за песму „Волео сам девојку из града“ снимљеном 1987. године, фамозну девојку из града играла је Соња Савић.

Обрада:
Оригиналну верзију песме: ,,Растанка се нашег сећам" је 1972. отпевао Драгиша Секулић.